# Distrikt Bischarri
Der Distrikt Bischarri (arabisch قضاء بشري, DMG Qaḍāʾ Bišarrī, auch: Bcharreh) ist ein Verwaltungsbezirk im Gouvernement Nord der Republik Libanon. Die Bezirkshauptstadt ist Bischarri.

## Bevölkerung
Die Bevölkerung des Distrikts wurde vom Ministerium für Soziale Angelegenheiten auf 76.831 geschätzt. Das Ministerium für Soziale Angelegenheiten schätzt jedoch, dass 39 % der libanesischen Bevölkerung unter 20 Jahre alt waren und somit nicht wahlberechtigt waren, während die Wahlbeteiligung bei 60 % lag. Darauf basierend kann vermutet werden, dass die Bevölkerung höher ist.
Der Distrikt Bischarri ist überwiegend maronitisch-christlich. Mit etwa 37 Kirchen wird Bischarri manchmal auch als die „Stadt der Kirchen“ bezeichnet. Fünf Heilige, die von der katholischen Kirche anerkannt werden, stammen aus dem Libanon. Der bekannteste ist der Heilige Charbel aus Bekaa Kafra, der Stadt mit der höchsten Höhenlage im Distrikt. Viele Menschen aus dem Libanon und anderen Ländern der Welt verehren den Heiligen Charbel sehr, der für seine Wunder der Heilung von Menschen aller religiösen Hintergründe bekannt ist. Pilger besuchen seine Heimatstadt und suchen seine Fürsprache.
Bischarri hat tief verwurzelte religiöse Wurzeln für das Christentum, da die Maroniten die Höhlen in den Klippen nutzten, um sich vor religiöser Verfolgung zu verstecken und zu fliehen. Diese Höhlen konnten von Pferden oder schwer bewaffneten Soldaten nicht erreicht werden. Die Gegend überstand mehrere Invasionen, darunter die Invasion des Mamlukensultanats, die für ihre Brutalität bekannt war. Diese maronitische Festung wurde für verfolgte Christen in der Gegend zum Zufluchtsort, aufgrund ihrer geografischen Merkmale mit schützenden Bergen, die sich um das Tal erstrecken. Im Winter bedeckt der Schnee die Berge und isoliert die Gegend weiter, da sie nur von zwei Seiten am Anfang des Kadisha-Tals zugänglich wird, das übersetzt das „Heilige Tal“ bedeutet. Dieser Ort spielte im Laufe der Jahre eine entscheidende und historische Rolle für die verfolgten Maroniten, die nach Bischarri flohen.

## Libanonzedern

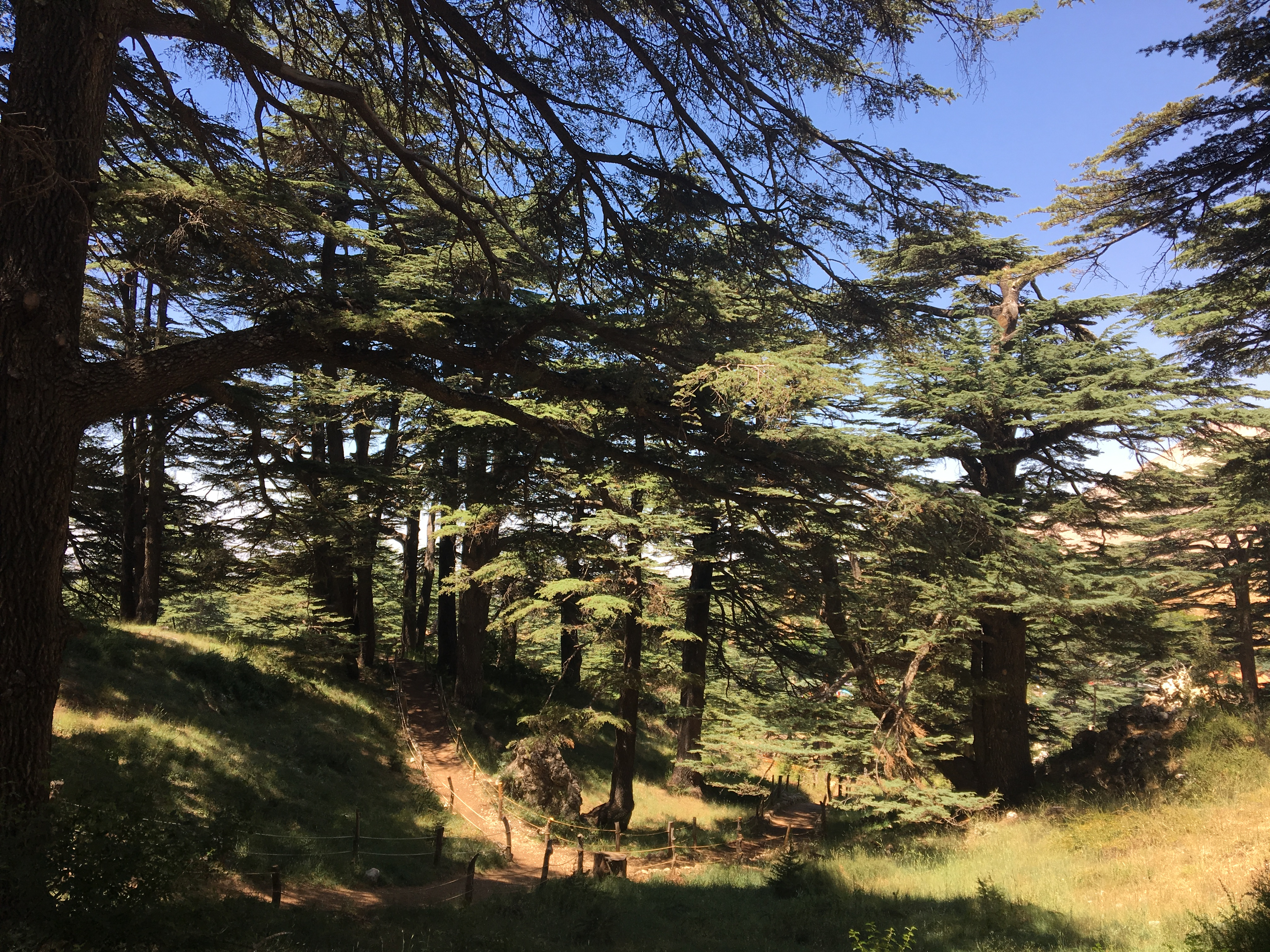
Libanonzedern

Die Zedern des Libanon sind auch als Zedern Gottes bekannt und werden 103-mal in der Bibel erwähnt. Historisch gesehen wurde das Holz dieser Bäume von zahlreichen Reichen, die durch den Libanon zogen, ausgebeutet, darunter die Phönizier, Assyrer, Ägypter, Türken, Römer, Araber, Israeliten, Perser und Babylonier. Die Bäume wurden historisch für verschiedene Zwecke genutzt, darunter die Erwähnung in Verbindung mit Salomons Bau des Tempels in Jerusalem und von den Phöniziern zum Bau von Handelsschiffen. Zusätzlich wurde das aus den Bäumen gewonnene Harz von den Ägyptern für die Mumifizierung verwendet. Früher erstreckte sich der Zedernwald über den gesamten Libanonberg, doch heute sind im Wald Zedern des Herrn nur etwa 375 Bäume übrig. Der Zedernbaum auf der libanesischen Flagge stellt ein nationales Symbol dar, da der Libanon als das Land der Zedern bezeichnet wird. Die Zeder symbolisiert Ewigkeit, Prosperität, und Festigkeit.

## Persönlichkeit
- Charbel Makhlouf, ein maronitischer Mönch und Priester, bekannt als Wundermönch des Libanons, wurde in Bekaa Kafra geboren.
- Khalil Gibran, ein Schriftsteller, Maler, Bildhauer und Philosoph wurde in Bsharri geboren und wuchs dort auf, bevor er in die Vereinigten Staaten auswanderte.
- Anthony Peter Arida, Bischof der Maronitischen Katholischen Erzeparchie von Tripoli und der 73. Maronitische Patriarch von Antiochien wurde in Bqarqacha geboren.

## Gemeinden
- Aabdine
- Beit Minzer
- Bsharri (Bischarri)
- Hadchit
- Qnaywer
- Bane
- Bekaa Kafra
- Brisat
- Hasroun
- Qnat
- Bani Saab
- Billa
- Dimane
- Tourza
- Bazoun
- Blaouza
- El-Arz (Zedern des Herrn)
- Mazraat Assaf
- Barhalyoun
- Bqarqacha
- Hadath El Jebbeh
- Moghr El Ahwal